# Sirius (Comiczeichner)
Sirius (eigentlich Max Mayeu, * 26. September 1911 in Soignies; † 1. Mai 1997 in Jávea, Costa Blanca, Spanien) war ein belgischer Comiczeichner.

## Leben
Nachdem er sein Jurastudium abgeschlossen hatte, veröffentlichte er seine ersten Zeichnungen in Studentenzeitschriften, danach in La Libre Belgique und La Dernière Heure. Er kreierte 1938 für Le Patriote Illustré Bouldaldar und Colagram, einen Comic über einen kleinen Jungen und einer Art Kobold, den er in mehreren anderen Zeitschriften weiterführte: 1943 unter dem Titel Polochon in der belgischen Zeitschrift Bravo, dann in La Libre junior, der wöchentlichen Jugendbeilage von La Libre Belgique, Pistolin, Spirou und Bonnes Soirées.
Er kreierte dann 1942 den Charakter L'Épervier bleu für Spirou. Im Jahr 1953 musste er als Folge von Problemen mit der Zensur diese Serie unterbrechen, die er erst zwanzig Jahre später in Spirou wieder aufleben ließ.
1944 veröffentlichte er Caramel et Romulus im L’Espiègle au grand cœur, einer  Spirou-Beilage. Dann erstellte er 1946 einen historischen Comic, Godefroid de Bouillon, über Gottfried von Bouillon.
1953 begann er mit der großen Saga Les Timour nach einer Idee von Xavier Snoeck, der die Geschichte einer Familie durch Zeitalter und Länder erzählt. Die Serie erreichte vierunddreißig Bände und endete erst 1994.
Für die Zeitschrift Pilote erstellte er 1972 mit Gérald Forton eine Comicreihe für ein erwachseneres Publikum: die humorvollen, schrägen und fantastischen Abenteuer von Pemberton, einem unglücklichen Seemann. Dann emigrierte Forton in die Vereinigten Staaten. Von 1974 bis 1980 setzte Sirius die Comicreihe alleine fort.  Anlässlich des Neuerscheinens der Zeitschrift Trombone illustré parodierte er 1977 die Serie in einem Abenteuer eines gewissen Penthergast, der Pemberton ähnelte.
Sirius war ein zurückhaltender Mann, dem Ehrungen und Bekanntheit nicht wichtig waren, und der sich nach dem Erfolg von Asterix vom Rummel, der um Comics gemacht wurde, fernhielt. Aus gesundheitlichen Gründen verbrachte er seine letzten Jahre an der Costa Blanca, im Süden Spaniens, wodurch er sich von seinem beruflichen Umfeld und den Medien isolierte. Er starb am 1. Mai 1997 im Alter von 85 Jahren in Jávea.

## Werke

### Comicreihen
- ab 1938: Bouldaldar, 22 Alben
- ab 1942: L'Épervier bleu, 12 Alben
- ab 1953: Les Timour, 32 Bände
- ab 1970: Simon le danseur, 2 Alben
- ab 1972: Pemberton, 5 Alben

### Weitere Veröffentlichungen
- 1941: Niki Lapin
- 1944: Caramel et Romulus
- Mémoires de Célestin Virgule
- Les Aventures de Fred Morgan
- 1946–1947: Godefroid de Bouillon, realistisch gezeichnete Biografie des Kreuzfahrers Gottfried von Bouillon, erschien in Spirou
- Gaspard la tisane

## Auszeichnungen
- 1975: Prix Saint-Michel für beste Zeichnungen und Szenario für Pemberton
- 1978: Prix du scénariste étranger beim Festival international de la bande dessinée d'Angoulême